# Campionato italiano femminile di calcio

Logo in uso dal 2020

Il campionato italiano femminile di calcio è un torneo di calcio istituito dalla Federazione Italiana Giuoco Calcio nel 1986, sebbene esistesse ufficiosamente un campionato già nel 1968.
Il campionato è articolato in varie divisioni: una serie maggiore (o prima divisione) detta Serie A, che è anche l'unica professionistica, altre due serie a carattere nazionale (la Serie B e C) e altre due categorie a livello regionale (Eccellenza e Promozione).
Ogni squadra affronta tutte le altre compagini del raggruppamento di appartenenza due volte, una presso il proprio campo (partita in casa), una presso il campo avverso (partita in trasferta) con uno svolgimento che è detto "girone all'italiana". Si assegnano tre punti alla squadra che vince una partita (soltanto due fino al 1994), un punto a ciascuna squadra in caso di pareggio e zero alla squadra sconfitta.
Fu organizzato da due federazioni sino al 1973. Fino al 1985 si disputava a cadenza annuale; dalla stagione 1985-1986 è a cadenza biennale. A questo campionato sono legate grandi campionesse del calcio italiano come Carolina Morace, maggior realizzatrice della nazionale femminile e, a tutt'oggi, unica calciatrice ad aver allenato una squadra di club maschile di calcio, la Viterbese.

## Storia
Nel febbraio del 1933 in via Stoppani 12 a Milano prese vita il Gruppo Femminile Calcistico, primo club di calcio femminile organizzato in Italia; le ragazze scendevano nel rettangolo da gioco indossando delle sottane. Ma l'attività durò solo circa 9 mesi perché, dopo l'entusiasmo dato dall'uscita della notizia sul Calcio Illustrato che pubblicò una pagina intera con le foto delle ragazze milanesi, in diverse città sorsero altre squadre di ragazze. Il C.O.N.I., per evitare che il "fenomeno" prendesse piede, impedì alle donne la possibilità di giocare non solo dei tornei ma soprattutto le singole gare, dirottando le calciatrici in vari sport atletici.
Nel 1946 nascono a Trieste due squadre: la Triestina e il San Giusto. Quattro anni dopo a Napoli diverse società del panorama calcistico nazionale danno vita all'Associazione Italiana Calcio Femminile.
Si va avanti fino al 1959, quando viene sciolta l'A.I.C.F., ma nonostante ciò si continua a giocare senza un campionato ufficiale.
Nel 1965, a Milano, Valeria Rocchi, fonda due squadre con il sostegno del presidente dell'Internazionale, Angelo Moratti. All'Arena di Milano nel quadro del quarto torneo Inter Club-Pepsi Cola si gioca Bologna-Inter. Belle ragazze, sia in una squadra che nell'altra. Tutte le ragazze in campo sono in realtà milanesi dai 14 ai 17 anni. Allenatrice di entrambe le formazioni e arbitro, Valeria Rocchi. Le fasi di gioco sono interessanti. La stampa esulta e moltiplica gli articoli elogiosi. "C'era una biondina che faceva degli slalom come Mazzola. Interrogata ha detto di seguire spesso le partite e di essere un'ammiratrice di Sandrino".  Al pubblico piace lo spettacolo che riscuote un successo inatteso e si comincia a prevedere uno sviluppo delle "donne calciatrici". L'avventura ha un seguito a settembre quando le atlete milanesi ricambiano la visita alle loro attuali avversarie in un incontro regolare. Al ritorno sono presenti più di mille spettatori e la rivincita non si fa attendere.
L'Interclub vince con una doppietta della centravanti Maurizia Ciceri e della numero dieci, Babette Pagnozzi. Le milanesi fanno qualche numero che impressiona il pubblico.
Queste partite hanno valore di sondaggio nel senso che il Centro InterClub vuole accertare il comportamento delle ragazze calciatrici e le reazioni del pubblico per appagare le istanze di molte ragazze rivolte ad un sempre più intenso sviluppo del calcio femminile.
Se prima dell'incontro, erano già pervenute al Centro Interclub oltre tremila lettere invocanti la creazione di squadre femminili con relativi campionati regolari, dopo il vivo successo del IV torneo Inter Club Pepsi Cola, moltissime ragazze in tutta Italia manifestano l'intenzione di dedicarsi a questo sport e sorge il Centro Coordinamento Calcio femminile con sede in via san Calocero, 3 a Milano.
Negli stessi giorni la signora Alba Campominosi Mignone fa pubblicare sulla rivista Amica un annuncio per cercare ragazze appassionate di calcio. Viene sommersa dalle risposte e può fondare il Genova.
Nel 1968 nasce la Federazione Italiana Calcio Femminile (detta anche la Federazione di Viareggio perché a capo del comitato promotore è il viareggino Mazzoni): viene disputato il campionato italiano a due gironi da cinque squadre e nella finale di Pisa viene assegnato il primo scudetto alla formazione dell'Associazione Calcio Femminile Genova, che ha avuto la meglio sulla Roma.
Questa situazione di stabilità dura solo due anni, infatti il 31 gennaio 1970 dieci società decidono di abbandonare la F.I.C.F. e firmano l'atto costitutivo della Federazione Italiana Giuoco Calcio Femminile (F.F.I.G.C.) con Presidente l'avvocato Giovanni Trabucco. La stagione successiva Trabucco rinuncia a ricandidarsi alla Presidenza a favore del maestro Aleandro Franchi.
Trabucco prese nello stesso anno i primi contatti con la F.I.G.C. chiedendo il riconoscimento quale entità sportiva ormai pronta all'ingresso nel C.O.N.I.. La Federcalcio, nominata una Commissione di Studio con a capo il Dottor Franco Bettinelli di Milano (presidente dal 1962 del Settore Giovanile Scolastico FIGC), dette parere sfavorevole respingendo ogni richiesta di Trabucco.
Nel 1972 avviene la fusione delle due federazioni sotto il nome di Federazione Femminile Italiana Unificata Autonoma Giuoco Calcio ma un gruppo di circa 15 società dissidenti con Presidente Paolo Savini ricostituisce la Federazione di Viareggio (ex F.I.C.F.) con la nuova denominazione F.I.G.C.F., federazione che, malgrado alcune defezioni, riesce a riorganizzare un piccolo "campionato italiano" composto da società provenienti solo dalle regioni Piemonte, Lombardia, Liguria, e Toscana.
Questa ulteriore scissione si ricompone la stagione successiva con l'ingresso delle ultime dissidenti nella Federazione Unificata che, perdendo durante l'Assemblea Straordinaria di gennaio 1973 il termine Autonoma, si trasforma in Federazione Femminile Italiana Unificata Giuoco Calcio (F.F.I.U.G.C.). Dopo solo 2 stagioni la sigla cambia ulteriormente: durante l'Assemblea Straordinaria di Bologna del 16 febbraio 1975 diventa Federazione Italiana Giuoco Calcio Femminile (F.I.G.C.F.), preludio dell'ingresso nella F.I.G.C. che avverrà nel 1986.
Con la prima unificazione delle 2 Federazioni nel 1972, viene indetto un campionato di qualificazione a 45 squadre suddiviso in quattro gironi, primo passo per una graduale definizione della scala di valori che nel 1973 avrebbe trasformato la Serie B, unico livello regionale, in campionato nazionale a cui viene, nei primi 3 anni, attribuito il nome di Serie A Interregionale.
La F.F.I.G.C. cresce vertiginosamente nel suo isolamento nei confronti della F.I.G.C., isolamento che comporta anche molti vantaggi in fatto di agevolazioni per le trasferte e i pernottamenti, agevolazioni che la Federcalcio non potrebbe concederle.
Inaugurata una Serie C a carattere interregionale, nel 1983 vengono poste le basi per lo sviluppo delle categorie giovanili costituendo nel 1979 il campionato delle esordienti in ambito regionale (che nel 1982 viene trasformato in Serie D). Ma è soltanto nel 1986 che il calcio femminile perde la sua autonomia ed entra nei ranghi della FIGC. Inserita in ambito Lega Nazionale Dilettanti, a partire dalla stagione 1986-1987 vengono costituite varie commissioni per studiare norme ad hoc per lo sviluppo del calcio femminile e nel 1989 viene nominato il primo presidente Maurizio Foroni.
Il 1º maggio 1997 le società di Serie A e B nominano quale presidente della Divisione Calcio Femminile Natalina Ceraso Levati. L'attività a carattere nazionale si articola così: Serie A con 16 squadre partecipanti e girone unico; Serie B divisa in tre gironi da 14 squadre. Viene istituita la Supercoppa da disputarsi fra la vincente la Coppa Italia ed il campionato di Serie A. Proseguendo nell'opera di sviluppo, nel 1998, le società partecipanti alla Serie B vengono suddivise in 4 gironi di 12 squadre con play-off finali per individuare le tre vincenti che accederanno alla Serie A. Viene poi istituito il torneo Under 14 per rappresentative regionali con atlete partecipanti ai tornei pulcini, esordienti, giovani calciatrici per incrementare il numero delle praticanti.
Nell'assemblea federale del 2009 Giancarlo Padovan è stato eletto Presidente della Divisione Calcio Femminile.
A partire dalla stagione 2018-2019 i campionati di Serie A e Serie B passano sotto la diretta gestione della FIGC. Poco dopo la LND presenta un ricorso per tentare di non perdere la gestione dei due campionati maggiori ma viene subito rigettato dal tribunale, a conferma che i due campionati saranno gestiti direttamente dalla federazione.
Dalla stagione 2022-2023 il campionato di Serie A adotta un nuovo formato, passando da 12 a 10 squadre e diventando a carattere professionistico.
Un anno più tardi la FIGC riorganizza la divisione del calcio femminile, separando di fatto in due organismi distinti la gestione dei due campionati sotto la propria egida: il primo è la Divisione Serie A Femminile Professionistica, che si occupa di organizzare – oltre allo stesso campionato di Serie A – la Coppa Italia, la Supercoppa italiana e il Campionato Primavera 1; l'altra è la Divisione Serie B Femminile, la quale si occupa dell'organizzazione dei campionati di Serie B e Primavera 2.

## Struttura del campionato

### Serie nazionali

#### Serie A
La Serie A è la massima divisione del campionato femminile di calcio e anche l'unica a carattere professionistico. Nelle varie stagioni ha subito diverse modifiche nella propria composizione, fino ad arrivare all'attuale formula, in vigore dalla stagione 2022-2023, che vede partecipare 10 squadre. La squadra che totalizza il maggior numero di punti nella Serie A si aggiudica il titolo di Campione d'Italia, denominato e contraddistinto da un apposito scudetto, e acquista il diritto di partecipazione alla UEFA Women's Champions League. La seconda classificata conquista un posto nella griglia di quest'ultima. Le ultime due squadre in classifica retrocedono in Serie B.

#### Serie B
La Serie B è la seconda divisione del campionato femminile di calcio, oltreché la prima a carattere dilettantistico; in precedenza nota come Serie A2, dalla stagione 2013-2014 ha assunto la denominazione attuale. Dall'edizione 2022-2023, in seguito alla riforma della Serie A, la Serie B è composta da 16 squadre che si affrontano in un girone unico con gare di andata e ritorno per un totale di 30 giornate. La prima classificata viene promossa direttamente in Serie A, mentre la seconda classificata accede a uno spareggio promozione-retrocessione contro la penultima classificata del massimo campionato. Le ultime tre retrocedono direttamente in Serie C.

#### Serie C
La Serie C, dalla stagione 2018-2019, è diventata la terza serie con un torneo nazionale interregionale formato da quattro gironi di 12 o 14 squadre ciascuno. Dall'edizione 2021-2022, il numero di gironi è ridotto a tre, ognuno di 16 squadre. Dall'edizione 2024-2025, il numero delle squadre per girone è ridotto a 15. Le prime classificate di ogni girone vengono promosse in Serie B.

### Serie regionali
La restante struttura del campionato femminile si articola in ulteriori due livelli a cui possono giocare le squadre a vario titolo con differenti organizzazioni, oneri, doveri, regole e casi particolari. Le prime di ciascuna serie sono promosse a quella superiore. Entrambi i campionati sono organizzati dalla Lega Nazionale Dilettanti:
- Eccellenza
- Promozione

A partire dai primi anni del 2000 i Comitati Regionali hanno gradualmente, a richiesta delle squadre affiliate, introdotto dei campionati femminili in ambito Settore Giovanile Regionale sia per squadre a 11 giocatrici che a livello indoor in ambito calcio a 5.

## Piramide del campionato
La seguente piramide del campionato italiano femminile di calcio è in vigore a partire dalla stagione sportiva 2025-2026.
| Livello | Livello | Serie                                                                  | Serie                                                                  | Serie                                                                  | Serie                                                                  |
| ------- | ------- | ---------------------------------------------------------------------- | ---------------------------------------------------------------------- | ---------------------------------------------------------------------- | ---------------------------------------------------------------------- |
| Pro-1   | Pro-1   | FIGC - Divisione Serie A Femminile Professionistica Serie A 12 squadre | FIGC - Divisione Serie A Femminile Professionistica Serie A 12 squadre | FIGC - Divisione Serie A Femminile Professionistica Serie A 12 squadre | FIGC - Divisione Serie A Femminile Professionistica Serie A 12 squadre |
| Dil-1   | Dil-1   | FIGC - Divisione Serie B Femminile Serie B 14 squadre                  | FIGC - Divisione Serie B Femminile Serie B 14 squadre                  | FIGC - Divisione Serie B Femminile Serie B 14 squadre                  | FIGC - Divisione Serie B Femminile Serie B 14 squadre                  |
| Dil-2   | Dil-2   | LND Serie C girone A 12 squadre                                        | LND Serie C girone B 12 squadre                                        | LND Serie C girone C 12 squadre                                        | LND Serie C girone D 12 squadre                                        |
| Dil-3   | Dil-3   | LND - Comitati regionali Eccellenza (19 gironi regionali, 176 squadre) | LND - Comitati regionali Eccellenza (19 gironi regionali, 176 squadre) | LND - Comitati regionali Eccellenza (19 gironi regionali, 176 squadre) | LND - Comitati regionali Eccellenza (19 gironi regionali, 176 squadre) |
| Dil-4   | Dil-4   | LND - Comitati regionali Promozione (5 gironi regionali, 62 squadre)   | LND - Comitati regionali Promozione (5 gironi regionali, 62 squadre)   | LND - Comitati regionali Promozione (5 gironi regionali, 62 squadre)   | LND - Comitati regionali Promozione (5 gironi regionali, 62 squadre)   |

Totale: 312 squadre
Qui sotto una tabella con i vari cambiamenti dal 1970 a oggi:
|             | Situazione dal 1968 al 1969                           | Situazione dal 1970 al 1971                             | Situazione al 1972                                | Situazione al 1973                                              | Situazione al 1974                                              | Situazione al 1975                                     | Situazione dal 1976 al 1977                            | Situazione al 1978                              | Situazione dal 1979 al 1980                     | Situazione dal 1981 al 1982                     | Situazione dal 1983 al 1986                     | Situazione dal 1986 al 2002                   | Situazione dal 2002 al 2003                   | Situazione dal 2003 al 2013                    | Situazione dal 2013 al 2018                   | Situazione dal 2018                           |
| I livello   | FICF e UISP Serie A campionato FICF e campionato UISP | FFIGC e FICF Serie A campionato FFIGC e campionato FICF | FFIUAGC Serie A Nazionale a gironi interregionali | FFIUGC Serie A Nazionale a gironi interregionali                | FFIUGC Serie A Nazionale a girone unico                         | FFIGC Serie A Nazionale a girone unico                 | FIGCF Serie A Nazionale a girone unico                 | FIGCF Serie A Nazionale a girone unico          | FIGCF Serie A Nazionale a girone unico          | FIGCF Serie A Nazionale a girone unico          | FIGCF Serie A Nazionale a girone unico          | LND Serie A Nazionale a girone unico          | LND Serie A Nazionale a girone unico          | LND Serie A Nazionale a girone unico           | LND Serie A Nazionale a girone unico          | FIGC Serie A Nazionale a girone unico         |
| II livello  |                                                       | FFIGC Serie B Regionale                                 | FFIUAGC Serie B Regionale                         | FFIUGC Serie A Interregionale Nazionale a gironi interregionali | FFIUGC Serie A Interregionale Nazionale a gironi interregionali | FFIGC Interregionale Nazionale a gironi interregionali | FIGCF Interregionale Nazionale a gironi interregionali | FIGCF Serie B Nazionale a gironi interregionali | FIGCF Serie B Nazionale a gironi interregionali | FIGCF Serie B Nazionale a gironi interregionali | FIGCF Serie B Nazionale a gironi interregionali | LND Serie B Nazionale a gironi interregionali | LND Serie A2 Nazionale a girone unico         | LND Serie A2 Nazionale a gironi interregionali | LND Serie B Nazionale a gironi interregionali | FIGC Serie B Nazionale a girone unico         |
| III livello |                                                       |                                                         |                                                   | FFIUGC Serie B Regionale                                        | FFIUGC Serie B Regionale                                        | FFIGC Serie B Regionale                                | FIGCF Serie B Regionale                                | FIGCF Serie C Regionale                         | FIGCF Serie C Regionale                         | FIGCF Serie C Regionale                         | FIGCF Serie C Interregionalea gironi singoli    | LND Serie C Regionale                         | LND Serie B Nazionale a gironi interregionali | LND Serie B Nazionale a gironi interregionali  | LND Serie C Regionale                         | LND Serie C Nazionale a gironi interregionali |
| IV livello  |                                                       |                                                         |                                                   |                                                                 |                                                                 |                                                        |                                                        |                                                 | FIGCF Esoridenti Regionale                      | FIGCF Promozione Regionale                      | FIGCF Serie D Regionale                         | LND Serie D Regionale                         | LND Serie C Regionale                         | LND Serie C Regionale                          | LND Serie D Regionale                         | LND Eccellenza Regionale                      |
| V livello   |                                                       |                                                         |                                                   |                                                                 |                                                                 |                                                        |                                                        |                                                 |                                                 |                                                 |                                                 |                                               | LND Serie D Regionale                         | LND Serie D Regionale                          |                                               | LND Promozione Regionale                      |

## Campionati regionali
| Regione                        | Eccellenza Regionale | Promozione Regionale | Totale Campionati Regionali |
| ------------------------------ | -------------------- | -------------------- | --------------------------- |
| Abruzzo - Molise               | 1                    | -                    | 1                           |
| Basilicata                     | 1                    | -                    | 1                           |
| Calabria                       | 1                    | -                    | 1                           |
| Campania                       | 1                    | -                    | 1                           |
| Emilia-Romagna                 | 1                    | 1                    | 2                           |
| Lazio                          | 2                    | -                    | 2                           |
| Liguria                        | 1                    | -                    | 1                           |
| Lombardia                      | 1                    | 2                    | 3                           |
| Marche                         | 1                    | -                    | 1                           |
| Piemonte - Valle d'Aosta       | 1                    | 1                    | 2                           |
| Puglia                         | 1                    | -                    | 1                           |
| Sardegna                       | 1                    | -                    | 1                           |
| Sicilia                        | 2                    | -                    | 2                           |
| Toscana                        | 1                    | 1                    | 2                           |
| Trentino-Alto Adige            | 1                    | -                    | 1                           |
| Umbria                         | 1                    | -                    | 1                           |
| Veneto - Friuli-Venezia Giulia | 1                    | -                    | 1                           |
| Totali                         | 19                   | 5                    | 24                          |